# Matti Järvinen
Matti Henrikki Järvinen (Tampere, 18 de fevereiro de 1909 — Helsinque, 22 de julho de 1985) foi um atleta finlandês de lançamento de dardo que participou dos Jogos Olímpicos de Verão de 1932, ganhando uma medalha de ouro, e dos Jogos Olímpicos de Verão de 1936.